# Айлін
Пілар Марія дель Кармен Моніка Хіме́нес Гарсія (англ. Pilar María Del Carmen Mónica Giménez García; нар. 29 травня 1982, Асплугас-да-Любрагат, Каталонія, Іспанія), відома як Айлін (Хіме́нес) — каталонська вокалістка та авторка-виконавиця. Найбільше відома у якості колишньої фронтвумен норвезького симфо-готик-гурту Sirenia.

## Життєпис
Народилася 29 травня 1982 в Асплугас-да-Любрагат в провінції Барселона, Каталонія, Іспанія.

## Дискографія

### Her Chariot Awaits

#### Альбоми
- Her Chariot Awaits (2020)

### Sirenia

#### Альбоми
- The 13th Floor (2009)
- The Enigma of Life (2011)
- Perils of the Deep Blue (2013)
- The Seventh Life Path (2015)

#### Сингли
- "The Path to Decay" (2009)
- "The End of It All" (2011)
- "Seven Widows Weep" (2013)
- "Once My Light" (2015)

#### Музичні відео
- "The Path to Decay" (2009)
- "The End of It All" (2011)
- "Seven Widows Weep" (2013)
- "Once My Light" (2015)

### Запрошений вокал
- Serenity - Death & Legacy (2011)
- Diabulus in Musica - Argia (2014)
- Enemy of Reality - Rejected Gods (2014)
- Sebastien - Dark Chambers of Déjà Vu (2015)
- Melted Space - The Great Lie (2015)
- Mägo de Oz - Finisterra Ópera Rock (2015)
- Vivaldi Metal Project - The Four Seasons (2016)
- Débler - Somnia (2017)
- Secret Rule - The Key To The World (2017)
- Melted Space - Darkening Light (2018)